# Zemský okres Recklinghausen
Zemský okres Recklinghausen (německy Kreis Recklinghausen) je zemský okres v německé spolkové zemi Severní Porýní-Vestfálsko, ve vládním obvodu Münster. Sídlem správy zemského okresu je město Recklinghausen. Má přibližně 615 tisíc obyvatel. 

## Města
1. Castrop-Rauxel
2. Datteln
3. Dorsten
4. Gladbeck
5. Haltern am See
6. Herten
7. Marl
8. Oer-Erkenschwick
9. Recklinghausen
10. Waltrop